# 大路边革命烈士纪念碑
大路边革命烈士纪念碑，位于中国广东省清远市连州市大路边镇，为连州市的一个市级文物保护单位，类型为近现代重要史迹及代表性建筑，公布时间为1996年8月。
大路边革命烈士纪念碑建于1958年。